# Långtjärnen (Ramsele socken, Ångermanland, 705873-152697)
Långtjärnen är en sjö i Sollefteå kommun i Ångermanland och ingår i Ångermanälvens huvudavrinningsområde.